# Stellaland
La República de Stellaland fou una república bòer de l'antiga Sud-àfrica, localitzada al territori de l'antiga regió de Betxuanalàndia, (formada pel protectorat d'aquest nom, avui Botswana, i la colonia de Betxuanalàndia, unida després a la colònia i província del Cap de Bona Esperança).
Alguns voortrekeers (colons bòers) es van poder establir a la regió després del 1837. Vers el 1865 el govern bòer de Transvaal amb el suport dels bòers de la regió va voler cobrar taxes als Ba Rolong, un dels principals grups tswanes (betxuanes); una expedició que hi fou enviada fou rebutjada i el cap tswana Montshioa va demanar un arbitratge de l'Alt Comissionat Britànic; Transvaal (Pretorius i Kruger) va demanar al cap Ba Rolong d'incorporar el seu territori a la República de Transvaal i evitar així el domini britànic, però Montshioa va rebutjar la proposta. Com que les reclamacions dels bòers van seguir, el Ba Rolong i altres tribus van sotmetre la qüestió a l'arbitratge de R. W. Keate, lloctinent-governador de la Colònia de Natal, i la seva fallada arbitral va determinar que els territoris en litigi estaven fora dels límits dels Transvaal, aturant així el projecte bòer d'expansió cap a Betxuanalàndia.
El 1872 T. F. Burgers, president de Transvaal, va planejar substituir a Montshioa al capdavant dels Ba Rolong, per col·locar a Moshette, que fou declarat cap legítim del poble Ba Rolong. El 1874 Montshioa va demanar ajut als britànics i es va posar sota la seva protecció, petició que va tenir el suport del cap Khama dels bamangwats (1876), i fou ben acollida pels polítics de la colònia del Cap de Bona Esperança; així el 1878 la part sud de Betxuanalàndia fou ocupada pels britànics dirigits pel llavors coronel (després general) Charles Warren, i hi van restar fins a l'abril del 1881, però el país no fou declarat protectorat, i amb la retirada britànica el territori va caure en una mena d'anarquia; un acord amb Transvaal sobre la frontera (Convenció de Pretòria, agost de 1881) no va servir de gaire; al nord va esclatar la lluita entre Montshioa i Moshette, mentre més al sud el cap dels Ba Tlapin, David Massow (Messaw o Messau), va demanar ajut als bòers contra Mankorane, un altre aspirant a la direcció del poble dels korana (també escrit com a koranna); els bòers van veure l'oportunitat sobretot perquè els britànics no estaven massa disposats a enviar ajut als nadius, ja que estaven cansats d'aquestos afers.
El 21 de novembre de 1882 es va proclamar al nord la república de Heliopolis/Rooigrond o Terra de Goshen. Amb territoris cedits per Massow a canvi de l'ajut dels bòers, el cap d'aquestos Gerrit Jacobus van Niekerk (1849-1896) es va establir a Vryburg i el 6 d'agost de 1883 uns quatre-cents colons van proclamar la República de Stellaland ocupant la regió al sud-oest de Mafeking. La república tenia 15.490 km² i uns 15.000 habitants, i capital a Vryburg. El govern britànic no va poder impedir aquestes proclamacions, però no va reconèixer cap vincle dels caps tswanes i hotentots amb el Transvaal i teòricament restaven independents, bloquejant l'expansió i el trànsit de mercaderies britànic amb l'Àfrica central.
El novembre de 1883 Stellaland es va unir a la república de Goshen i van formar els Estats Units de Stellaland, que va restar sota influència de la República de Transvaal.
El febrer de 1884 es va formalitzar la convenció de Londres que redefinia els límits entre Transvaal i Betxuanalàndia, segons la qual una part de la Betxuanalàndia oriental era inclosa en territori bòer. Stellaland principalment, però també Goshen, van haver de cedir part del seu territori a Transvaal (uns 3.000 km²), però en la resta, fora de l'esfera d'interessos de Transvaal, els governs republicans van romandre, formant de fet una punta de llança del Transvaal a l'oest de les seves fronteres. L'abril de 1884 John Mackenzie, successor de Livingstone, fou enviat a la zona per arreglar els afers. Mackenzie va negociar amb els caps betxuanes (tswanes) amb facilitat, però no va passar el mateix amb els bòers; Goshen va desafiar la seva autoritat i Stellaland només va acceptar les propostes a contracor.
El maig es va formar al Cap un nou govern sota control de l'afrikaner Bond, i Mackenzie fou acusat de ser favorable als betxuanes, i li fou refusat cap ajut militar en la seva missió, i finalment cridat el 30 de juliol per l'Alt Comissionat Sir Hercules Robinson; el cap de l'oposició parlamentària del Cap, Cecil Rhodes, fou enviat a Betxuanalàndia en el seu lloc. El prestigi britànic, minvant després de la guerra de 1881, va fer difícil la seva posició; Rhodes assumia que no podia esperar ajut efectiu de les autoritats colonials o imperials i va adoptar un to conciliador. Stellaland, que havia acceptat les propostes moderades de Mackenzie, romandria com una república sota una mena de protectorat britànic (1 d'agost de 1884). Però Goshen refusava qualsevol arranjament; el cap militar bòer de Goshen, P. J. Joubert, després d'una entrevista amb Rhodes a Rooigrond, va atacar territori del cap tswana Montshioa, i Rhodes va declarar que aquesta acció era una declaració de guerra a la Gran Bretanya. El 10 de setembre de 1884 Goshen va demanar l'establiment del protectorat de Transvaal en violació de la convenció de Londres, però el president Kruger va acceptar, declarant que era un mesura pel bé de la humanitat.
Els britànics van despatxar a la zona (octubre) al general Sir Charles Warren. Abans de l'arribada del general, el govern del Cap dirigit pel primer ministre Sir Thomas Upington, acompanyat del tresorer general Sir Gordon Sprigg, van anar a Betxuanalàndia per signar un arranjament que preveia deixar als bòers en possessió dels seus territoris, però l'acord fou vetat pel govern imperial. Warren al front de 4000 homes (Bechuanaland Expeditionary Force) va arribar al riu Vaal el gener del 1885 i el dia 22 es va trobar amb Kruger al riu Modder; Kruger va provar d'aturar la seva marxa assolint el compromís de restablir l'ordre, però Warren no va acceptar i va continuar.
El març del 1885 Warren va arribar a l'Orange River Station, el final de la línia fèrria (el pont sobre el riu Orange encara no existia); els bòers de la regió no van oferir resistència. Sense disparar un sol tret, la República de Stellaland fou annexionada a la Betxuanalàndia Britànica, que es convertí en el Protectorat de Betxuanalàndia, que fou annexionat a la Colònia del Cap el 16 de novembre de 1895. L'esfera d'influència britànica es va estendre cap al nord fins als 22 graus S, i a l'oest fins al 20 graus E (que marcava el límit oriental de l'Àfrica Sud Occidental Alemanya). El desembre, Stellaland fou inclosa a la colònia de Betxuanalàndia. Mahikeng, capital de Goshen, reanomenada Mafeking, va servir aleshores com a capital per la colònia britànica de Betxuanalàndia (British Bechuanaland) al sud del Molopo, i el Protectorat de Betxuanalàndia (Bechuanaland Protectorate). El 1895 el British Bechauanaland fou unit a la província del Cap.

## Escut
.

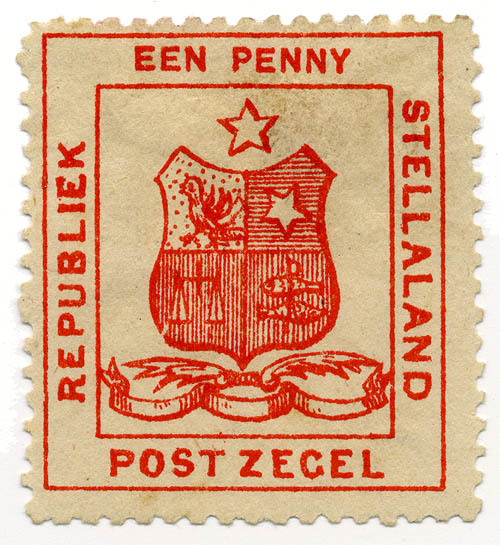
segell mostrant l'escut

El seu únic segell de correus emès mostra l'escut de la república. L'escut està format per quatre camps: el primer és de plata amb ocell daurat sembla que agafat pels peus per un braç humà; el segon sinople amb estel de plata de cinc puntes; el tercer és atzur amb una balança daurada; i el quart és de gules amb espasa vertical de plata (el puny daurat a la part de dalt) i en primer terme dos peixos de plata horitzontals un damunt de l'altra. Damunt l'escut un estel probablement daurat. L'escut està aguantat per dos lleons naturals; a la part inferior una cinta amb el lema "Gewapend en regtvaardig"; la part superior de la cinta està decorada amb plomes cap als dos costats.

## Bandera
La seva bandera és incerta: se'n coneixen diversos exemplars tots diferents un de l'altra: Un d'ells, segons escriu R. Gerard, utilitzava els colors verd i vermell amb un estel blanc de vuit puntes entre els dos colors.
C.J. Doms esmenta el 1924 que Stellaland havia utilitzat bandera verda amb estel blanc, versió que té el suport de A.J.G. de la Rey. Un exemplar d'aquesta bandera es troba al Transvaal Museum; l'esposa de Doms, va dibuixar la bandera segons l'hauria vist en un arxiu, i hi apareixen tres estels. Goldman reconstruí la bandera basant-se en dibuixos de l'escut complet, i la fa verda amb estel blanc al centre i a cada costat les lletres S i R (Stellaland Republic).
Una font contemporània a la República, el "Diamond Fields Advertiser" deia que la bandera era blava amb estrella vermella però probablement es tracta d'un error (blau per verd i vermell per daurat).
Carr esmenta una bandera que diu que es conserva al museu de Vryburg, la qual era totalment verda, amb l'escut al centre i sota una cinta amb el lema "Gewapend en regtvaardig" (Armat i just). Burger (a Sovereign Flags of Southern Africa) diu que la bandera inicial fou verda amb l'escut i que al damunt de l'escut tenia un estel daurat o més probablement blanc (com apareix a l'escut), bandera que hauria estat portada a Anglaterra per ser retornada abans de la Segona Guerra Mundial a Vryburg on fou dipositada en una església
Burger (a Sovereign Flags of Southern Africa) esmenta també una bandera verda amb estel blanc de sis puntes al centre, i la ja esmentada bandera dividida verticalment amb verd al pal i vermell al vol, amb un estel blanc de 8 puntes al centre.
La varietat de banderes es creu que era deguda al fet que eren cosides per la dona del president, només un exemplar cada vegada que es necessitava, i la feia de manera diferent cada cop.